# Chiese della Comunità comprensoriale Val Venosta
Questa voce include tutte le chiese cristiane situate entro i confini della comunità comprensoriale Val Venosta, nella provincia autonoma di Bolzano. 
Gli edifici sono elencati in liste suddivise per comune; includono quasi cento chiese consacrate (sebbene non tutte officiate regolarmente), a cui si aggiungono oltre ottanta cappelle e una quindicina di edifici sconsacrati o in rovina. Gli edifici di culto consacrati appartengono tutti alla confessione cattolica e fanno parte della diocesi di Bolzano-Bressanone, tranne una cappella evangelica a Solda, nel comune di Stelvio.

## Comune di Castelbello-Ciardes
| Esterno  | Interno | Nome                               | Periodo storico                                          | Ubicazione                                          | Informazioni |
| -------- | ------- | ---------------------------------- | -------------------------------------------------------- | --------------------------------------------------- | --- |
|          |         | Chiesa di Sant'Andrea              | XV secolo                                                | Maragno 46°37′31.75″N 10°54′19.93″E                 | Vecchia parrocchiale di Maragno, costruita intorno al 1400; nel Seicento venne eretto il campanile, e nel 1747 la navata venne prolungata e voltata a botte. |
|          |         | Chiesa di Sant'Andrea              | XX secolo                                                | Maragno 46°37′35.13″N 10°54′14.9″E                  | Parrocchiale. Costruita per sostituire la vecchia chiesa omonima, considerata troppo piccola, venne eretta nel 1973, con l'aggiunta del campanile nel 1984. |
|          |         | Chiesa di Santa Barbara            | XX o XII secolo                                          | A sudest di Castelbello 46°37′30.03″N 10°54′55.97″E | Cappella di pertinenza della centrale SEL-Edison di Castelbello, costruita prima del 2008. |
|          |         | Chiesa (o cappella) di Santa Croce | XIX secolo                                               | Montefranco 46°36′46.28″N 10°54′43.5″E              | Costruita nel 1815 da Anton e Peter Raffeiner, addossata alla canonica; alcune parti della struttura andarono in rovina già nel 1824, venendo quindi ricostruite. Nel 1854 l'edificio venne prolungato, raggiungendo le forme attuali.                            |
|          |         | Chiesa di San Martino              | Documentata VII secolo, edificio odierno XVI-XVII secolo | Ciardes 46°38′23.15″N 10°56′17.03″E                 | Parrocchiale. La chiesa è documentata come matrice sin dal VII secolo. Una struttura romanica, documentata nel 1214 quando venne data all'Ordine Teutonico, venne sostituita nel 1518 da una tardogotica, rimaneggiata in forme barocche all'inizio del Seicento. |
| Cappelle |         |                                    |                                                          |                                                     | |
|          |         | Cappella di Sant'Antonio           | XVII secolo                                              | Spinedo 46°37′19.46″N 10°54′44.54″E                 | Costruita nel corso del Seicento. |
|          |         | Cappella di San Giuseppe           | XX secolo                                                | Monte Trumes 46°38′27.74″N 10°53′44.62″E            | Edificata nel 1924. |
|          |         | Cappella della Madonna, o di Maria | XVIII secolo                                             | Montefontana 46°37′07.98″N 10°56′58.84″E            | Cappella di pertinenza del maso Eben, edificata nel 1772 e rimaneggiata in forme neogotiche nel 1924. |
|          |         | Cappella della Madonna, o di Maria | XIV secolo                                               | Castelbello 46°37′40.9″N 10°53′53.79″E              | Cappella del castello di Castelbello, risalente al 1317. |
|          |         | Cappella di San Michele            | Pre-XVIII secolo                                         | Ciardes 46°38′23.71″N 10°56′17.71″E                 | Cappella cimiteriale, raggiunse le forme attuali con un intervento settecentesco. |

## Comune di Curon Venosta
| Esterno          | Interno | Nome                                                   | Periodo storico                                          | Ubicazione                                                     | Informazioni |
| ---------------- | ------- | ------------------------------------------------------ | -------------------------------------------------------- | -------------------------------------------------------------- | --- |
|                  |         | Chiesa di Sant'Anna                                    | XVI secolo                                               | Curon Venosta 46°48′32.73″N 10°32′19.57″E                      | Consacrata il 12 maggio 1521, sorge su un sito che fu forse luogo di culto pagano; il campanile venne rifatto entro il 1850, e poi di nuovo nel 1893. Nel 1897-1903 la chiesetta venne restaurata; nell'occasione venne murato il portale meridionale, ne venne aggiunto uno a ovest e venne inserita anche una galleria. |
|                  |         | Chiesa di Santa Caterina                               | XX secolo                                                | Curon Venosta 46°48′30.6″N 10°32′30.05″E                       | Parrocchiale. Costruita nel 1950 per sostituire la vecchia chiesa omonima, demolita durante la costruzione del bacino artificiale di Resia; è stata consacrata nel 1954. |
|                  |         | Chiesa di San Martino, o dei Santi Martino e Nicolò    | Citata XVIII secolo, edificio odierno XX secolo          | Pedrossi 46°48′48.28″N 10°34′45.42″E                           | Parrocchiale. La chiesa più antica è citata nel 1727, e venne ampliata nel 1827 (consacrazione 1832). Caduta in degrado dopo la costruzione della chiesa di Vallelunga, venne sconsacrata, adibita a magazzino, andò in rovina e i ruderi vennero infine inglobati in altre strutture ad uso civile. Non potendo quindi recuperarla come luogo di culto, tra il 1908 e il 1912 venne costruito l'edificio neogotico attuale, che si trova più in alto; il tetto è stato rifatto nel 1998. |
|                  |         | Chiesa di San Nicolò, o di Santa Maddalena             | Citata XV secolo, edificio odierno XIX secolo            | Cappella 46°50′17.24″N 10°38′23.85″E                           | Parrocchiale. Dedicata a san Nicolò, con santa Maria Maddalena come copatrona. Probabilmente molto antica, ma la data di fondazione non è nota: la prima citazione documentale è del 1440, in occasione di una riconsacrazione a seguito di una non meglio specificata profanazione. Nel 1635 venne saccheggiata da un battaglione di soldati di passaggio. Rimaneggiata in forme barocche, venne significativamente ampliata nel 1890. |
|                  |         | Chiesa di San Nicolò                                   | XIII-XV secolo                                           | Roia 46°48′19.72″N 10°28′36.93″E                               | Costruita tra la fine del Duecento e l'inizio del Trecento, venne dotata del coro nel 1435 circa. Una ristrutturazione ebbe luogo nel Cinquecento. |
|                  |         | Chiesa di San Sebastiano                               | Citata XV secolo, edificio odierno XX secolo             | Resia 46°49′49.87″N 10°30′53.41″E                              | Parrocchiale. Una chiesa intitolata ai santi Sebastiano e Fabiano viene citata nel 1470 (o 72), per essere poi ampliata nel Seicento (consacrazione 1662). Era in pessime condizioni durante il Settecento, e venne ricostruita interamente nel 1856-64 in forme neoromaniche (consacrazione 1873). Venne elevata a parrocchiale dal 1933. L'edificio dovette essere sacrificato per la costruzione del bacino artificiale di Resia: l'ultima messa venne celebrata il 19 agosto 1951, ma la struttura rimase semisommersa dalle acque del lago per una decina d'anni prima di essere definitivamente demolita. La chiesa odierna venne edificata nel 1951-53; nel 1982, nella saletta parrocchiale adiacente la chiesa, venne ricavata una cappella feriale intitolata san Giuseppe Freinademetz. |
|                  |         | Chiesa di San Valentino                                | Fondata XII secolo, edificio odierno XIX secolo          | San Valentino alla Muta 46°46′00.02″N 10°31′55.69″E            | Parrocchiale. Una prima cappella, annessa a un ospizio per viandanti fondato da un tal Udalricus de Burgus, sorse nella prima metà del XII secolo e venne consacrata nel 1140 da Corrado I, vescovo di Coira; nel 1603 non doveva essere in ottime condizioni, dato che viene detta "umida e miserabile". Nel 1771 venne dotata di un nuovo presbiterio, ma poi l'intero edificio venne demolito nel 1825 e ricostruito entro il 1832, data della riconsacrazione. Della precedente si conservò soltanto il campanile, la cui cuspide venne sostituita nel 1890, e che è stato restaurato nel 2012. |
| Cappelle         |         |                                                        |                                                          |                                                                | |
|                  |         | Cappella di Sant'Agata                                 | XIX secolo                                               | Pieve 46°49′42.56″N 10°36′13.09″E                              | Costruita nel 1862. |
|                  |         | Cappella di Sant'Anna                                  | Documentata XVIII secolo (?), edificio odierno XX secolo | Arlundo 46°49′06.74″N 10°31′48.32″E                            | La primitiva cappella di Arlundo venne demolita, assieme a tutto il paese, per far spazio al nascente lago di Resia; non si ha alcuna informazione su di essa, ma l'altare (traslato nella nuova) è settecentesco. La cappella attuale, che è quasi identica alla precedente, venne costruita nel 1952. |
|                  |         | Cappella di Sant'Antonio                               | XVIII secolo                                             | Campitello 46°45′32.55″N 10°31′38.48″E                         | Costruita nel 1731 per volere di Kristian Plangger e Maria Katharina Schwarzin . |
|                  |         | Cappella di Sant'Antonio                               | Fondata XVII secolo, edificio odierno XIX secolo         | Spino 46°47′44.58″N 10°31′31.91″E                              | Una prima cappella sorse, in posizione leggermente diversa, nel Seicento, per volontà di tal Magdalena Mathuin. Quella attuale è del 1836. Meta di pellegrinaggio e officiata due-tre volte l'anno, cadde in disuso dopo la creazione del lago di Resia, venendo restaurata nel 1997-99 grazie al contributo di alcuni privati. |
|                  |         | Cappella di San Floriano                               | XIX secolo                                               | Casone 46°46′29.16″N 10°31′33.33″E                             | Costruita nel 1825, e restaurata nel 1982. |
|                  |         | Cappella di San Giuseppe                               | XVIII secolo                                             | Montelai 46°45′26.45″N 10°32′41.71″E                           | Costruita per volontà di Jakob Dietl e di sua madre Anna Lutzin, venne cnsacrata nel 1705; la pala d'altare è di Mathias Pussjäger, 1704. |
|                  |         | Cappella di San Giuseppe "in Pitz"                     | Documentata XVIII secolo, edificio odierno XX secolo     | Resia 46°49′43.41″N 10°31′19.01″E                              | Una cappella barocca, su cui non si hanno documenti ma esistente sicuramente nel 1733, venne distrutta con la creazione del lago di Resia; l'attuale è del 1950, e benedetta l'anno seguente, e sostituisce non solo la vecchia cappella di San Giuseppe, ma anche una "Schlosserkapelle" di cui resta solo la pala d'altare. |
|                  |         | Cappella di Lourdes                                    | XIX secolo                                               | San Valentino alla Muta 46°46′04.08″N 10°31′59.54″E            | Cappella neogotica edificata nel 1890-91 da Anton Stecher, per volontà di tal Paula Prinoth, è stata restaurata nel 1988-89. |
|                  |         | Cappella di Santa Maddalena                            | XVII-XVIII secolo                                        | Ravina 46°48′43.06″N 10°34′03.3″E                              | Cappella barocca dedicata alla Maddalena, popolarmente chiamata "Marlene"; è stata costruita probabilmente nel Sei o nel Settecento. |
|                  |         | Cappella della Madonna di Lourdes                      | XVIII secolo                                             | Pazin 46°49′52.26″N 10°36′45.63″E                              | Costruita nel Settecento, con l'aggiunta del campanile nel 1853. |
|                  |         | Cappella della Madonna del Soccorso                    | XVIII secolo                                             | San Valentino alla Muta 46°45′35.82″N 10°32′09.72″E            | Edificata nel 1777 per volontà dell'oste Martin Plangger. |
|                  |         | Cappella della Madonna e dei Santi Giuseppe e Giovanni | XVIII secolo                                             | Caprone 46°49′01.15″N 10°35′13.27″E                            | Edificata nel 1743 per volere di un tal Joseph Pläs. Fatiscente e trascurata a inizio Novecento, venne restaurata nel 1908 grazie al contributo di tal Aloisia Blaas. |
|                  |         | Cappella di San Martino                                | XVIII-XIX secolo                                         | Località isolata a sud di Froia 46°48′48.01″N 10°30′54.6″E     | Cappella barocca di fine Settecento-inizio Ottocento, posta presso il maso Giern. |
|                  |         | Cappella di Nostra Signora, o della Madonna dell'Aiuto | XIX secolo                                               | Valiertegg/Vallierteck 46°49′31.48″N 10°29′53.34″E             | Secondo la tradizione, una prima edicola venne costruita da un contadino che recuperò sani e salvi i suoi figli e i suoi animali dopo che erano caduti in un crepaccio con il carro nel 1775. Questa venne sostituita dall'attuale cappella nel 1885-86. |
|                  |         | Cappella della Santissima Trinità                      | XVIII o XIX secolo                                       | Case dei Pescatori 46°44′59.74″N 10°32′09.36″E                 | Secondo alcune fonti sarebbe settecentesca, mentre altre ne collocano la costruzione al 1812; è stata restaurata nel 1985. |
|                  |         | Cappella di San Vendelino                              |                                                          | Presso la Malga del Monte dei Buoi 46°47′38.83″N 10°36′21.42″E | Il campanile è stato aggiunto nel 1999. |
|                  |         |                                                        | XVII secolo                                              | Gschwell 46°50′06.31″N 10°37′17.36″E                           | Edificata nella prima metà del Seicento. |
|                  |         |                                                        | XVII secolo                                              | Melago 46°50′13.47″N 10°39′22.56″E                             | Costruita nel Seicento. |
|                  |         |                                                        | XVIII secolo                                             | Perwarg 46°48′59.13″N 10°35′35.58″E                            | Costruita nel Settecento e ristrutturata all'inizio degli anni 1980. |
|                  |         |                                                        | XVII o XVIII secolo                                      | Pezzei 46°50′00.95″N 10°37′00.92″E                             | Edificata nel Seicento e ristrutturata nel 1794. |
|                  |         |                                                        | XX secolo                                                | Ai piedi della Palla Bianca 46°49′32.09″N 10°42′19.69″E        | Cappella del Rifugio Pio XI, costruita per volontà dell'allora gestore Franz Josef Hohenegger nel 1961-63. |
| Chiese scomparse |         |                                                        |                                                          |                                                                | |
|                  |         | Chiesa di Santa Caterina                               | XIV secolo                                               | Curon Venosta 46°48′38.55″N 10°32′11.79″E                      | Antica parrocchiale di Curon; consacrata nel 1357, venne elevata a parrocchia nel 1440, distaccandola da Malles. Venne fortemente rimaneggiata nel 1488 in forme gotiche, e subì un saccheggio da parte di truppe di passaggio nel 1636; nel 1750 vi fu un altro rimaneggiamento (consacrazione 1758), poi l'edificio venne ricostruito in stile neoromanico tra il 1832 e il 1838, diventando la chiesa più grande di tutta la Val Venosta. Venne demolita nel 1950, insieme con molte case del paese, per far spazio al neonato lago di Resia: ne sopravvive solo il campanile, che emerge dalle acque del bacino artificiale. |

## Comune di Glorenza
| Esterno          | Interno | Nome                                             | Periodo storico                                | Ubicazione                                         | Informazioni |
| ---------------- | ------- | ------------------------------------------------ | ---------------------------------------------- | -------------------------------------------------- | --- |
|                  |         | Chiesa di San Giacomo                            | Citata XII secolo, edificio odierno XVI secolo | Presso il maso Söles 46°39′32.61″N 10°33′28.18″E   | Una prima cappella è menzionata nel 1178, sostituita dalla chiesa attuale nel Cinquecento; chiusa nel 1766 per le disposizioni giuseppine, e incendiatasi nel 1799 durante le scorribande francesi, è caduta in rovina, venendo restaurata verso la fine del Novecento. |
|                  |         | Chiesa di San Martino                            | XVII secolo                                    | A sudovest di Glorenza 46°39′40.64″N 10°32′44.57″E | Edificata nel 1668 da un tal Thomas Patscheider, è annessa a un edificio che fungeva da romitorio. Venne chiusa al culto per effetto delle disposizioni giuseppine nel, e riaperta nel 1795. |
|                  |         | Chiesa di Nostra Signora, o chiesa dell'Ospedale | XVII secolo                                    | Glorenza 46°40′14.7″N 10°33′12.85″E                | Una prima chiesa annessa all'ospedale gestito dall'Ordine dello Spirito Santo venne costruita nel 1450. Trasferita alla parrocchiale nel 1534, venne distrutta da un incendio nel 1634. La struttura attuale venne quindi edificata al suo posto nel 1665-69. Un nuovo incendio del 1732 e il saccheggio da parte delle truppe francesi nel 1799 causarono gravi danni: la chiesa venne così profondamente restaurata nel 1870-73, con la sostituzione della cuspide del campanile nel 1885. |
|                  |         | Chiesa di San Pancrazio                          | Citata XIII secolo, edificio odierno XV secolo | Glorenza 46°40′09.66″N 10°33′08.42″E               | Parrocchiale. Citata per la prima volta nel 1227, epoca a cui ancora risale il campanile (tolta la cupola, che è del 1664); il resto della struttura venne ricostruito ne 1481, con l'aggiunta della sagrestia nel 1495. |
| Cappelle         |         |                                                  |                                                |                                                    | |
|                  |         | Cappella di San Giovanni Nepomuceno              | XVI-XVII secolo                                | Glorenza 46°40′10.2″N 10°33′09.28″E                | Cappella cimiteriale a due piani; la cripta risale al 1521, mentre il piano superiore venne costruito nel 1642-67 dal maestro Georg Götsch di Malles. |
|                  |         | Cappella (o chiesa) della Santissima Trinità     | XVI secolo                                     | Glorenza 46°40′15.65″N 10°33′16.96″E               | Costruita per volere di Anna von Liechtenstein, venne consacrata nel 1535. |
| Chiese scomparse |         |                                                  |                                                |                                                    | |
|                  |         | Chiesa di San Lorenzo                            | Citata XV secolo                               | Glorenza 46°40′33.7″N 10°33′16.36″E                | Citata in documenti della seconda metà del Quattrocento, ne restano oggi solo le parti inferiori delle mura perimetrali. |

## Comune di Laces
| Esterno                        | Interno | Nome                                                | Periodo storico                                      | Ubicazione                                               | Informazioni |
| ------------------------------ | ------- | --------------------------------------------------- | ---------------------------------------------------- | -------------------------------------------------------- | --- |
|                                |         | Chiesa di San Carpoforo                             | Fondata ante-XI secolo, edificio odierno XIII secolo | Tarres 46°36′26.33″N 10°52′46.81″E                       | La chiesa attuale, costruita in epoca romanica, venne preceduta da almeno altre due risalenti al primo millennio, e il patrocinio fa pensare addirittura ad una fondazione nel VII secolo. Essa venne donata nel 1214 all'Ordine Teutonico; venne rimaneggiata leggermente nel 1500 e nel 1744, e poi in maniera più consistente nel 1901-06.              |
|                                |         | Chiesa di San Dionisio (o Dionigi)                  | XV secolo                                            | Morter 46°36′16.63″N 10°49′21.78″E                       | Parrocchiale. Costruita nella seconda metà del Quattrocento, la prima citazione è del 1579, in occasione di una consacrazione. |
|                                |         | Chiesa di San Lucio                                 | XV secolo                                            | Coldrano-Tiss 46°37′22.19″N 10°50′18.05″E                | Parrocchiale. Costruita nel 1491 al posto di una preesistente struttura romanica. |
|                                |         | Chiesa di San Martino                               | Citata XVI secolo, edificio odierno XVII secolo      | San Martino in Monte 46°38′17.73″N 10°51′19.45″E         | Una prima cappella è citata nel 1510, edificata sopra a una grotta contenente un'immagine ritenuta miracolosa, e da cui si accede alla chiesa stessa. La chiesa attuale è stata costruita nel Seicento. |
|                                |         | Chiesa di San Medardo                               | XII secolo                                           | Tarres 46°36′18.43″N 10°53′27.68″E                       | Chiesa romanica, costruita nel XII secolo sopra a una sorgente curativa, e donata nel Duecento all'ordine di San Giovanni. |
|                                |         | Chiesa di San Michele Arcangelo                     | Citata XIII secolo, edificio odierno XVI secolo      | Tarres 46°36′28.19″N 10°52′33.45″E                       | Parrocchiale. Fondata in epoca romanica e citata dal 1214, venne rimaneggiata in forme tardogotiche nel 1522. Nel 1685 venne dotata del nuovo coro, e nel 1770 circa la navata venne prolungata di una campata. Addossata alla chiesa si trova la cappella cimiteriale, cinquecentesca.                                                                    |
|                                |         | Chiesa di Nostra Signora sul Colle                  | Fondata XIII secolo, edificio odierno XV secolo      | Laces 46°37′05.38″N 10°51′47.47″E                        | La chiesa, che sorge su un colle frequentato da migliaia di anni come luogo di culto pagano, è citata dal 1320. Parte del campanile è duecentesca, nel Trecento venne costruito il coro, mentre la navata è della metà del Quattrocento e la cappella laterale barocca è del 1680.                                                                         |
|                                |         | Chiesa dei Santi Pietro e Paolo                     | Citata XIII secolo, edificio odierno XVI secolo      | Laces 46°37′05.23″N 10°51′37.13″E                        | Fondata in epoca romanica, è citata nel 1230; nel 1360 una navata laterale venne demolita per far spazio alla cappella di San Michele, e intorno al 1500 venne rifatto il coro e venne rimaneggiata l'aula, trasformandola a tre navate. Nel Settecento le navate vennero allungate e private dei costoloni.                                               |
|                                |         | Chiesa di San Vigilio, o dei Santi Vigilio e Biagio | XI secolo                                            | Morter 46°36′29.85″N 10°49′19.2″E                        | Chiesa preromanica eretta intorno al Millennio, e consacrata nel 1080 (o 1081). |
| Cappelle                       |         |                                                     |                                                      |                                                          | |
|                                |         | Cappella dell'Addolorata                            | XVIII secolo                                         | Laces 46°37′18.63″N 10°52′03.64″E                        | Edificata nel 1713. |
|                                |         | Cappella di Sant'Anna                               | XVI secolo                                           | Coldrano 46°37′01.78″N 10°49′26.21″E                     | Cappella tardogotica di pertinenza della residenza Schanzen, costruita verso il 1511; nel 1782 ricevette l'altare della chiesa dei Sant'Antonio in Weinberg, che era stata chiusa, divenendo meta di pellegrinaggio. |
|                                |         | Cappella di Sant'Anna                               | XVIII secolo                                         | Laces 46°37′05.91″N 10°51′26.08″E                        | Cappella barocca di pertinenza della residenza Mühlrain, edificata intorno al 1700. |
|                                |         | Cappella di Sant'Anna                               | XVI secolo                                           | A nordest di Coldrano 46°37′50.92″N 10°50′21.62″E        | Cappella di Castel Annenberg, consacrata nel 1516. |
|                                |         | Cappella della Madonna dell'Aiuto (o del Soccorso)  | XIX secolo                                           | Tarres 46°36′45.18″N 10°52′56.96″E                       | Costruita nel 1883, quale ringraziamento perché il paese di Tarres rimase indenne dall'alluvione dell'anno precedente. |
|                                |         | Cappella di San Sebastiano                          | XVII secolo                                          | Località Platz 46°38′05.3″N 10°53′09.95″E                | Consacrata nel 1605 da tal Thomas Platzer, che abitava nel vicino maso Platz. |
|                                |         | Cappella del Santo Spirito, o chiesa dell'Ospedale  | XIV secolo                                           | Laces 46°37′05.24″N 10°51′43″E                           | Cappella annessa a un antico ospitale duecentesco, al quale venne aggiunta tra il 1334 (anno in cui la struttura venne acquistata da Heinrich von Annenberg) e il 1337 (anno della consacrazione); nel 1470 venne aggiunto il coro tardogotico, e poi tutta la chiesetta venne rimaneggiata in forme gotiche nel 1517. Un restauro è avvenuto nel 1979-80. |
|                                |         | Cappella di Santo Stefano                           | Edificio odierno XV secolo                           | Morter 46°36′01.13″N 10°49′29.72″E                       | Costruita in epoca romanica, venne rinnovata in epoca tardogotica econsacrata nel 1487. |
|                                |         |                                                     |                                                      | Coldrano 46°37′27.87″N 10°49′48.33″E                     | Cappella di castel Coldrano, seicentesca; la pala d'altare raffigura santa Ottilia. |
|                                |         |                                                     | XVI secolo                                           | Laces 46°37′05.23″N 10°51′37.13″E                        | Cappella cimiteriale con cripta, d'inizio Cinquecento. |
| Chiese sconsacrate o scomparse |         |                                                     |                                                      |                                                          | |
|                                |         | Chiesa di Sant'Antonio im Weinberg                  |                                                      | Sul monte a nord di Coldrano 46°37′40.49″N 10°49′47.02″E | Chiesa romanica, chiusa e sconsacrata per le disposizioni giuseppine; ne restano solo pochi lacerti murari. |
|                                |         | Chiesa di San Nicolò                                | XI secolo                                            | Laces 46°37′04.58″N 10°51′29.64″E                        | Costruita probabilmente nel XI secolo, è citata solo dal 1326. Il campanile è duecentesco, mentre nel Seicento, dopo il 1638, venne rifatta la volta della navata. Chiusa e sconsacrata nel 1782 per le disposizioni giuseppine, è stata rilevata dal comune nel 1811 ed è oggi adibita a museo.                                                           |

## Comune di Lasa
| Esterno                        | Interno | Nome                                                                           | Periodo storico                                          | Ubicazione                                                       | Informazioni |
| ------------------------------ | ------- | ------------------------------------------------------------------------------ | -------------------------------------------------------- | ---------------------------------------------------------------- | --- |
|                                |         | Chiesa di Sant'Anna "im Dorf"                                                  | XVII secolo                                              | Tanas 46°38′22.92″N 10°40′00.25″E                                | Costruita tra il 1690 e il 1700; sconsacrata dopo la costruzione della nuova parrocchiale (1897), data in uso ai Vigili del Fuoco e poi divenuta abitazione, venne restituita al culto nel 1935. |
|                                |         | Chiesa del Santissimo Cuore di Gesù                                            | XIX secolo                                               | Tanas 46°38′25.47″N 10°39′50.74″E                                | Parrocchiale. Edificata nel 1895-97 e consacrata nel 1907 (o 1908). |
|                                |         | Chiesa di San Giovanni Battista, o della Natività di San Giovanni Battista     | Fondata IX secolo, edificio odierno XIX secolo           | Lasa 46°37′01.36″N 10°41′55.7″E                                  | Parrocchiale. Una prima chiesa sorse certamente in epoca carolingia, nel IX secolo (le sue fondamenta sono state ritrovate durante uno scavo archeologico), e alcuni reperti fanno ipotizzare addirittura una fondazione paleocristiana (V-VI secolo). Nel 1225 è documentata una chiesa romanica in marmo, danneggiata da un incendio durante la guerra dell'Engadina del 1499. Venne rimaneggiata in forme gotiche nel 1504, e nel 1758-59 l'abside venne demolita e sostituita da un coro poligonale (in gran parte realizzato con i materiali recuperati). L'aula venne completamente riedificata nel 1849, reimpiegando il coro come sagrestia; nel 1974 si riuscì a ricomporre l'abside romanica originaria, che è stata separata dal resto della chiesa da un nuovo setto murario. |
|                                |         | Chiesa di San Martino                                                          | Citata XIV secolo, edificio odierno XVII secolo          | Località isolata a sud di Lasa 46°36′26.26″N 10°41′52.79″E       | Citata a partire dal 1323, ma di fondazione sicuramente più antica; l'edificio attuale risale a una ricostruzione seicentesca. |
|                                |         | Chiesa di San Maurizio                                                         | Documentata XV secolo, edificio odierno XVII secolo      | Alliz 46°38′07.58″N 10°42′41.89″E                                | Documentata dal Quattrocento, la struttura attuale deriva da una ricostruzione seicentesca. |
|                                |         | Chiesa della Natività di Maria                                                 | Citata XII secolo, edificio odierno XV secolo            | Cengles 46°36′45.67″N 10°38′14.61″E                              | Parrocchiale. Citata per la prima volta nel 1170, venne ricostruita verso il 1499. È una delle architetture gotiche meglio conservate nella valle, poiché venne modificata solo con l'aggiunta della cantoria nel 1600 e della cappella laterale barocca nel 1696, dedicata alla Madonna. Incendi del 1885 e del 1924 distrussero le coperture della chiesa e del campanile, e la cima di quest'ultimi dovette essere rifatta entrambe le volte. |
|                                |         | Chiesa (o santuario) di Nostra Signora di Lourdes, o di Santa Maria di Lourdes | XIX secolo                                               | Lasa 46°36′58.8″N 10°43′02.37″E                                  | Una piccola cappella sul posto venne costruita nel 1885, in memoria del "nobile Benedict cavaliere della Venosta", qui deceduto in un incidente; il sacello divenne meta di pellegrinaggio dopo che si sparse la voce che alcune preghiere lì espresse erano state esaudite e che erano anche avvenuti dei miracoli. Essendo l'edificio piccolo, esso venne ricostruito (grazie alle numerose offerte) nelle forme attuali già tra il 1893 e il 1896. |
|                                |         | Chiesa di Sant'Ottilia (o Santa Odilia)                                        | XVII secolo                                              | A ovest di Cengles 46°36′43.35″N 10°37′24.59″E                   | Edificata nel 1681, con la successiva aggiunta del campaniletto. |
|                                |         | Chiesa di San Pietro                                                           | Citata XIV secolo, edificio odierno XVIII secolo         | Località isolata a ovest di Tanas 46°38′33.62″N 10°39′11.56″E    | Una prima chiesa sul sito è documentata nel 1396, sostituita nel 1490 da una tardogotica. Di essa, distrutta da una frana nel 1513, sono ancora visibili le rovine, mentre l'edificio attuale, che dista un centinaio di metri, venne edificato nel 1769. |
|                                |         | Chiesa di San Remigio                                                          | XIX secolo                                               | Oris 46°37′50.48″N 10°39′01.76″E                                 | Parrocchiale. La prima chiesa di Oris, intitolata ai santi Bartolomeo e Castulo, venne distrutta con tutto il paese da una frana. Nel 1416 viene citata una chiesa dedicata a san Remigio, che era collocata sulla sponda opposta del rio Tanas, risultando pericolosa da raggiungere in inverno; venne probabilmente danneggiata anche da varie frane, e infine, nel 1831, venne abbandonata e in seguito demolita. La struttura attuale, che sorge in un luogo più sicuro, venne eretta nel 1852 recuperando parte dei materiali. È stata restaurata nel 1968 e nel 1983-84. |
|                                |         | Chiesa di San Sisinio                                                          | XI-XII secolo                                            | Lasa 46°37′24.29″N 10°41′34.97″E                                 | Citata a partire dal 1290 (o dal 1323), è una delle chiese più antiche della val Venosta. Il campanile venne eretto nel XI-XII secolo, e la chiesa venne leggermente rimaneggiata nel Cinquecento. Un altro intervento si colloca nel 1972. |
|                                |         | Chiesa di Sant'Ulderico                                                        | XIX secolo                                               | Tarnello 46°36′17.54″N 10°42′26.77″E                             | Costruita nel 1842 per volere dell'allora parroco Martin Tappeiner. |
|                                |         | Chiesa della Visitazione                                                       | Documentata XII secolo (?), edificio odierno XVII secolo | Alliz 46°37′57.89″N 10°42′54.74″E                                | Sul sito esistette una chiesa sicuramente già dall'epoca romanica; l'edificio attuale, costruito nel 1633, venne dotato della cappella laterale intorno al 1650. L'altare seicentesco, andato distrutto in un incendio nel 1982, è stato sostituito da una copia. |
| Cappelle                       |         |                                                                                |                                                          |                                                                  | |
|                                |         | Cappella dell'Assunta                                                          | XIX secolo                                               | Alliz 46°37′56.57″N 10°43′14.98″E                                | Cappella del maso Unterburger, costruita nel 1860 dagli allora proprietari del maso, Franz Spechtenhauser e Elis Wallnöfer. |
|                                |         | Cappella dell'Assunta                                                          | XIX secolo                                               | Località Parnetz 46°36′35.67″N 10°40′14.49″E                     | Costruita intorno al 1870 e probabilmente in origine dedicata a sant'Anna, rimase in uso fino alla seconda guerra mondiale, dopodiché venne adibita a scopi profani (ad esempio a legnaia) e cominciò a cadere in degrado. Venne restaurata e restituita al culto per volontà degli abitanti di Parnetz verso il 1986, con cambio d'intitolazione in favore dell'Assunzione di Maria. |
|                                |         | Cappella della Madonna, o della Santissima Trinità                             | XVIII secolo                                             | A ovest di Alliz 46°38′07.67″N 10°41′56.66″E                     | Cappella del maso Untertrög, costruita nel 1752 (secondo la tradizione, da un sagrestano di Lasa che ritrovò qui il suo bambino sano e salvo). |
|                                |         | Cappella di San Michele                                                        | XIV secolo                                               | Cengles 46°36′46.25″N 10°38′13.64″E                              | Cappella cimiteriale, consacrata nel 1330. |
|                                |         | Cappella di Santa Kummernus                                                    |                                                          | Lasa 46°36′34.88″N 10°42′03.46″E                                 | Dedicata a santa Vilgefortis, localmente nota con il nome di Kummernus. |
|                                |         |                                                                                |                                                          | Tels di Sopra 46°38′33.85″N 10°38′06.44″E                        | |
| Chiese sconsacrate o scomparse |         |                                                                                |                                                          |                                                                  | |
|                                |         | Chiesa di San Marco                                                            | Fondata VII secolo, edificio odierno XII secolo          | Lasa 46°37′00.42″N 10°41′54.95″E                                 | Una prima chiesa sul posto venne eretta nel VII secolo, sostituita nel 1125 (o tra il XII e il XIII secolo) da una struttura romanica che è documentata nel 1323. Gravemente danneggiata durante la guerra dell'Engadina del 1499, venne chiusa al culto per le disposizioni giuseppine nel 1780 circa, e definitivamente sconsacrata nel 1880. Ceduta ad una scuola di lavorazione della pietra, è stata quindi suddivisa in due piani e dotata di grandi finestre rettangolari. |
|                                |         | Chiesa di San Nicolò                                                           | Citata XIV secolo, edificio odierno XVI secolo           | Lasa 46°37′04.25″N 10°42′34.65″E                                 | Documentata per la prima volta nel 1390, venne sostanzialmente ricostruita nel Cinquecento (tra le altre cose, il soffitto venne rifatto a volta). Sconsacrata nel 1786, venne a lungo adoperata come magazzino. Restaurata dalla soprintendenza ai beni culturali nel 1988, è adesso usata come sede per esposizioni. |
|                                |         |                                                                                | XV-XVI secolo                                            | Località isolata a nordovest di Tanas 46°39′08.8″N 10°39′17.73″E | Cappella del maso Unterfrinig, tardogotica, sconsacrata, al 2016 versava in condizioni di grave degrado. |

## Comune di Malles Venosta
| Esterno                        | Interno | Nome                                      | Periodo storico                                   | Ubicazione                                                      | Informazioni |
| ------------------------------ | ------- | ----------------------------------------- | ------------------------------------------------- | --------------------------------------------------------------- | --- |
|                                |         | Chiesa di Sant'Andrea                     | Citata XIV secolo, edificio odierno XVI secolo    | Tarces 46°40′52.13″N 10°33′31.54″E                              | Parrocchiale. Una prima chiesa romanica è attestata nel 1316. Di essa restano campanile e muri della navata, mentre il resto venne riedificato in stile gotico nel 1425, e venne pressoché distrutta da un incendio durante la guerra dell'Engadina del 1499. Ricostruita entro il 1503, venne dotata nel 1527 di un nuovo coro poligonale e della cappella laterale dedicata a san Michele. Altri danni vennero causati da razzie delle truppe francesi nel 1799. Nel 1910 l'aula venne allungata, rifacendo anche la facciata.                                                                                           |
|                                |         | Chiesa di Sant'Antonio                    | XVII secolo                                       | Clusio 46°41′31.14″N 10°31′34.9″E                               | Edificata da un tal Leopold Verklayer, secondo la tradizione sul luogo dove si arrestò un'enorme frana che minacciava il paese; è stata consacrata nel 1682. |
|                                |         | Chiesa di Sant'Antonio Abate              | XV secolo                                         | Slingia 46°42′19.23″N 10°28′25.74″E                             | Parrocchiale. Edificata nel corso del Quattrocento; la cima del campanile (tamburo ottagonale e cupola) è del 1775. |
|                                |         | Chiesa di San Cesario                     | Citata XIV secolo, edificio odierno XV-XVI secolo | Località Flutsch 46°40′29.31″N 10°31′31.93″E                    | La prima menzione di questa chiesa è del 1394. Già parrocchiale del paese di Flutsch fino al 1616, andò distrutta durante la guerra dell'Engadina del 1499, venendo ricostruita entro il 1519, anno della riconsacrazione. |
|                                |         | Chiesa di San Florino                     | Citata XII secolo, edificio odierno XVI secolo    | Mazia 46°41′24.38″N 10°36′51.98″E                               | Parrocchiale. Documentata nel 1152, di questa prima chiesa romanica rimane il campanile (eccetto la cupola a cipolla che è del 1959); l'aula venne ricostruita interamente verso il 1500, e consacrata nel 1521. Venne ulteriormente modificata nel 1799 (venne allungata e voltata a botte) e nel 1850 (venne aggiunta la cantoria a due piani). |
|                                |         | Chiesa di San Giuseppe                    | XVIII secolo                                      | Ultimo 46°43′22.87″N 10°33′27.06″E                              | Costruita nel 1719. |
|                                |         | Chiesa dell'Immacolata Concezione         | Citata XII secolo, edificio odierno XV secolo     | Burgusio 46°42′37.54″N 10°31′33.07″E                            | Parrocchiale. Una parrocchia a Burgusio è citata nel 1150; una chiesa gotica, di cui restano coro e portale, sorse intorno al 1330, mentre la navata e il campanile sono quattrocenteschi (tra il 1410 e il 1487). L'aula venne allungata di una campata (quella della cantoria) nel Seicento, e poi ulteriormente ingrandita nel 1811 per potervi collocare l'organo proveniente dall'abbazia di Monte Maria. |
|                                |         | Chiesa di San Leonardo                    | XV-XVI secolo                                     | Laudes 46°40′36.13″N 10°31′49.22″E                              | Un primo edificio romanico venne sostanzialmente ricostruito in forme gotiche nel 1408, come chiesa a due piani. Colpita da un incendio durante la guerra dell'Engadina del 1499, venne restaurata (se non ricostruita) e riconsacrata nel 1515. |
|                                |         | Chiesa di San Lorenzo                     | XVII secolo                                       | Clusio 46°41′33.27″N 10°31′22.22″E                              | Parrocchiale. Fondata in epoca tardoromanica, venne ampliata e riconsacrata nel 1691 o 93, dopo la distruzione della vicina chiesa di San Matteo. |
|                                |         | Chiesa di San Lucio                       | Citata XIII secolo, edificio odierno XX secolo    | Laudes 46°40′48.36″N 10°32′03.66″E                              | Parrocchiale. Una prima parrocchiale è citata nel 1201. Di essa resta solo il campanile romanico perché la chiesa, già una volta riedificata dopo che era stata distrutta durante la guerra dell'Engadina, venne demolita e ricostruita per esigenze di spazio nel 1907-09 e consacrata nel 1910. |
|                                |         | Chiesa di Santa Maria Assunta             | Citata XIII secolo, edificio odierno XIX secolo   | Malles 46°41′21.93″N 10°32′36.49″E                              | Parrocchiale. Citata a partire dal 1201 (o dal 1292), venne interamente ricostruita tra il 1470 e il 1479; la nuova chiesa gotica finì ben presto incendiata durante la guerra dell'Engadina del 1499, e poi ancora durante le scorribande francesi del 1799. Di essa restano solo alcuni frammenti, oltre al campanile (eretto in seguito, tra il 1523 e il 1531): l'edificio venne infatti ricostruito quasi interamente in stile neoclassico dopo il 1810 (consacrazione 1838). |
|                                |         | Chiesa di San Martino                     | XII secolo                                        | Malles 46°41′21.8″N 10°32′24.1″E                                | Chiesa romanica costruita nel XII secolo e entro l'inizio del XIII, fu la prima parrocchiale di Malles, finché cedette il titolo alla chiesa di Santa Maria Assunta nel 1600 circa. Nel Cinquecento venne allungata l'aula sia verso est, sia verso ovest. |
|                                |         | Chiesa di San Martino                     | XVIII secolo                                      | Località Zerz 46°44′59.37″N 10°31′16.06″E                       | Costruita a inizio Settecento (consacrazione 1715) sul sito di una chiesa più antica. |
|                                |         | Chiesa di San Michele                     | XVII secolo                                       | Burgusio 46°42′29.49″N 10°31′43.87″E                            | Costruita verso il 1650 e consacrata nel 1663, a scioglimento del voto fatto durante l'epidemia di peste del 1633. |
|                                |         | Chiesa di San Nicolò                      | Citata XII secolo                                 | Burgusio 46°42′46.13″N 10°31′56.42″E                            | Consacrata nel 1199, e poi di nuovo nel 1359 a seguito di un ampliamento gotico; nel 1588 venne aggiunta la cantoria. |
|                                |         | Chiesa di San Nicolò                      | Fondata XV secolo, edificio odierno XIX secolo    | Planol 46°43′17.82″N 10°34′44.32″E                              | Parrocchiale. Una chiesa a Planol è documentata dal 1474. Essa venne sostituita dall'attuale nel 1873. |
|                                |         | Chiesa di Nostra Signora                  | Fondata XII secolo, edificio odierno XVII secolo  | A sudovest di Burgusio 46°42′22.25″N 10°31′13.73″E              | Chiesa dell'abbazia di Monte Maria, costruita verso il 1156 e consacrata nel 1201. Dopo varie vicissitudini, la chiesa venne sostanzialmente riedificata in stile barocco nel 1643-48. |
|                                |         | Chiesa dei Quattordici Santi Ausiliatori  | XVIII secolo                                      | Malles 46°41′39.68″N 10°32′31.25″E                              | Edificata nel 1719-20 al posto di una preesistente cappella. |
|                                |         | Chiesa di San Vito al Colle               | XI-XII secolo                                     | Tarces 46°40′44.37″N 10°33′42.11″E                              | Costruita nel XI o nel XII secolo, secondo la tradizione al posto di una chiesa di età carolingia, e su un sito che fu luogo di culto precristiano. È rimasta sostanzialmente invariata, con poche modifiche tardogotiche nel Cinquecento (affreschi, intaglio del soffitto, nuovo portale d'accesso). |
|                                |         | Chiesa della Visitazione                  | XVII secolo                                       | Piavenna 46°44′34.61″N 10°33′45.54″E                            | Costruita verso il 1630 dai signori di Plawenn e consacrata nel 1631. |
|                                |         | Chiesa di Santa Maria Regina degli Angeli | XVII secolo                                       | Malles 46°41′20.36″N 10°32′39.73″E                              | Chiesa del convento dei Cappuccini, fondato tra il 1690 e il 1697 e consacrato due anni dopo; chiuso nel 1990, è da allora adibito a casa di riposo. |
| Cappelle                       |         |                                           |                                                   |                                                                 | |
|                                |         | Cappella di Sant'Anna                     | XIX secolo                                        | Laudes 46°40′46.22″N 10°31′59.87″E                              | Cappella ottocentesca. |
|                                |         | Cappella dei Santi Cosma e Damiano        | Edificio odierno XVIII secolo                     | Località Flutsch 46°40′29.09″N 10°31′31.04″E                    | Piccola cappella a due piani legata a un culto delle sorgenti. L'edificio attuale, a due piani, è settecentesco. |
|                                |         | Cappella della Santa Croce                | Fondata XII secolo, edificio odierno XVII secolo  | Pillesait 46°42′31.09″N 10°31′28.65″E                           | Una chiesa dedicata a san Zeno sorse sul posto verso il 1131; di essa resta un breve tratto di muro. La cappella attuale sorse sul posto nel 1669. |
|                                |         | Cappella di San Florino                   | Fondata XV secolo, edificio odierno XIX secolo    | Mazia 46°41′50.34″N 10°37′14.3″E                                | La prima cappella, sita vicino alla casa natale di san Florin di Remüs, venne consacrata nel 1492. Venne danneggiata per tre volte da una valanga, l'ultima delle quali, nel 1802, la distrusse totalmente; nel 1853 venne così costruita la cappella neoromanica nella posizione attuale, più in basso. |
|                                |         | Cappella di San Giuseppe                  | XIX secolo                                        | A sudovest di Mazia 46°41′17.67″N 10°36′40.05″E                 | Edificata nella seconda metà dell'Ottocento. |
|                                |         | Cappella di San Giuseppe                  | XVII secolo                                       | Tarces 46°40′55.65″N 10°33′30.86″E                              | Cappella seicentesca. |
|                                |         | Cappella della Madonna                    | XX secolo                                         | Prämajur 46°42′04.92″N 10°30′25.15″E                            | Costruita nel 1909. |
|                                |         | Cappella di San Martino                   | XVII secolo                                       | A sudest di Burgusio 46°42′19.03″N 10°31′50″E                   | Consacrata nel 1715, sorse al posto di una chiesa più antica. |
|                                |         | Cappella di San Martino                   | XVII secolo                                       | Mazia 46°41′37.82″N 10°36′57.35″E                               | |
|                                |         | Cappella di San Martino                   | XI secolo                                         | Località Obermatsch 46°40′58.9″N 10°36′42.39″E                  | Già cappella dello scomparso castel Mazia di Sopra (fondato XI secolo), alla cui cinta era addossata. Il soffitto è del 1633, il coroe è stato aggiunto nel 1655. |
|                                |         | Cappella (o chiesa) di San Michele        | XIV secolo                                        | Burgusio 46°42′37.46″N 10°31′34.26″E                            | Cappella cimiteriale, consacrata nel 1314. |
|                                |         | Cappella (o chiesa) di San Michele        | XVI secolo                                        | Malles 46°41′21.26″N 10°32′36.38″E                              | Cappella cimiteriale, costruita nel 1509-10 al posto di una struttura romanica e consacrata nel 1516. È data in uso alla comunità evangelica locale. |
|                                |         | Cappella di Nostra Signora                | XVII secolo                                       | Località Curtaces 46°41′18.62″N 10°37′05.26″E                   | Costruita nel Seicento. |
|                                |         | Cappella di San Sebastiano                | XIX o XX secolo                                   | Località isolata a nordest di Mazia 46°43′32.53″N 10°41′04.64″E | Cappella di pertinenza del maso Glies, costruita nel 1804 (o, secondo altre fonti, negli anni 1930). |
|                                |         | Cappella di Santo Stefano                 | Fondata VI-VII secolo, edificio odierno IX secolo | A sudovest di Burgusio 46°42′05.27″N 10°31′13.37″E              | Un primo luogo di culto sorse sul posto nel VI-VII secolo, mentre la struttura attuale è del IX secolo; antica parrocchiale da cui dipendeva una vasta zona, per quattro anni (1146-1150) fu anche sede dell'abbazia di Monte Maria], dal trasferimento da Scuol fino alla costruzione dell'attuale complesso. |
|                                |         | Cappella di San Tommaso                   | XVII secolo                                       | Laudes 46°40′48.93″N 10°32′02.55″E                              | Ex cappella cimiteriale seicentesca a due piani, adibita ad un certo punto a scuola e ad abitazione; restaurata verso la fine del Novecento, il primo piano è stato nuovamente consacrato, con intitolazione a san Tommaso di Canterbury. |
|                                |         |                                           |                                                   | Località isolata a nord di Burgusio 46°44′11.47″N 10°31′41.48″E | Cappella di pertinenza dei masi Fischgader. |
|                                |         |                                           |                                                   | Località isolata a est di Tarces 46°41′18.08″N 10°34′31.31″E    | Cappella di pertinenza del maso Lechtl. |
|                                |         |                                           | XVIII secolo                                      | Località isolata a nordest di Mazia 46°43′26.44″N 10°40′26.46″E | Cappella settecentesca adiacente al maso Thanei. |
| Chiese sconsacrate o scomparse |         |                                           |                                                   |                                                                 | |
|                                |         | Chiesa di San Benedetto                   | VIII-IX secolo                                    | Malles 46°41′25.19″N 10°32′22.3″E                               | Fondata in epoca carolingia dall'ordine benedettino, probabilmente intorno alla metà dell'VIII secolo o nel IX secolo, conserva affreschi dell'epoca; l'ordine la cedette al vescovo di Coira, che a sua volta la donò al monastero di San Giovanni di Müstair nel 1170: a quest'epoca risale il campanile. Nel 1640 circa vennero aperte le attuali finestre e venne rifatto il tetto, poi la chiesa venne sconsacrata nel 1786 per le disposizioni giuseppine, passando al comune. Adibita ad usi profani (magazzino, falegnameria, stalla, alloggio per soldati...), venne recuperata nel 1889, ed è oggi musealizzata. |
|                                |         | Chiesa di San Giovanni                    | XII-XIII secolo                                   | Malles 46°41′19.26″N 10°32′34.84″E                              | Chiesa romanica del XII o XIII secolo. Distrutta da un incendio causato dalle scorribande francesi del 1799, ciò che ne restava venne convertito in canonica e poi in abitazione, lasciando però intatto il campanile. |
|                                |         | Chiesa di San Matteo                      | Citata XII-XIII secolo                            | Clusio                                                          | Citata nel 1292, se non addirittura nel 1164 (quando viene menzionata genericamente una "basilica" nella zona), andò distrutta durante un'alluvione del rio di Slingia nel 1689. |

## Comune di Martello
| Esterno  | Interno | Nome                                                                         | Periodo storico                                  | Ubicazione                                                                  | Informazioni |
| -------- | ------- | ---------------------------------------------------------------------------- | ------------------------------------------------ | --------------------------------------------------------------------------- | --- |
|          |         | Chiesa di Santa Maria alla Fonderia, o cappella della Madonna in der Schmölz | Citata XVIII secolo, edificio odierno XIX secolo | A metà strada tra Ganda e il lago di Gioveretto 46°31′55.35″N 10°44′52.16″E | Una cappella metallorum, ad uso dei minatori della zona, è documentata dal 1711. La struttura attuale è stata costruita negli anni 1880. |
|          |         | Chiesa di San Martino                                                        | XIX secolo                                       | Masi di Sopra 46°34′41.15″N 10°47′41.94″E                                   | Costruita intorno al 1870. |
|          |         | Chiesa di Santa Valburga                                                     | Citata XIII secolo, edificio odierno XVII secolo | Martello 46°33′55.09″N 10°46′56.93″E                                        | Parrocchiale. Citata nel 1228, di questa prima chiesetta romanica resta solamente l'abside, incorporata nel campanile. L'edificio assunse le forme attuali con un grande ampliamento della prima metà del Seicento, quando venne costruita una nuova aula, trasformando la precedente navata in coro. A questo fece seguito l'allungamento della navata di una campata nel 1759 e la sopraelevazione della torre nel 1842. |
| Cappelle |         |                                                                              |                                                  |                                                                             | |
|          |         | Cappella del Sacro Cuore                                                     | XX secolo                                        | Località isolata in fondo alla val Martello 46°28′52.56″N 10°40′42.37″E     | Cappella posta presso il Rifugio Nino Corsi, costruita nel 1915. |
|          |         | Cappella dei Quattordici Santi Ausiliatori                                   | XVIII secolo                                     | Località Radund 46°34′00.63″N 10°46′15.78″E                                 | Edificata nel 1707 (o 1709) dal contadino Eustach Walder. |
|          |         | Cappella dei Re Magi                                                         | XIX-XX secolo                                    | Località Salto 46°34′24.87″N 10°48′08.2″E                                   | Cappella annessa all'albergo Salt, costruita a cavallo tra Otto e Novecento. |
|          |         |                                                                              | XIX secolo                                       | Martello 46°33′54.51″N 10°46′57.1″E                                         | Cappella cimiteriale neoromanica, costruita nel 1884 (o 94). |

## Comune di Prato allo Stelvio
| Esterno  | Interno | Nome                                                       | Periodo storico                                     | Ubicazione                                                     | Informazioni |
| -------- | ------- | ---------------------------------------------------------- | --------------------------------------------------- | -------------------------------------------------------------- | --- |
|          |         | Chiesa di Santa Cristina                                   | XVI secolo                                          | Collina di Pinet presso Montechiaro 46°37′55.8″N 10°34′12.36″E | Costruita nel 1574-75 al posto di una cappella precedente, per volere del barone Hans Khuen, proprietario del castel Montechiaro. |
|          |         | Chiesa di San Giorgio                                      | Fondata ante-XIV secolo, edificio odierno XV secolo | Agumes 46°37′21.36″N 10°34′47.61″E                             | Vecchia parrocchiale di Agumes. Una chiesa romanica venne ricostruita verso il 1303, quando venne elevata a parrocchia; sostanzialmente riedificata nel 1493, venne riconsacrata nel 1510. Nel 1705 venne aggiunta la cappella laterale; il campanile subì gravi danni durante un incendio nel 1971.    |
|          |         | Chiesa di San Giovanni                                     | Documentata XII secolo                              | Prato allo Stelvio 46°36′52.98″N 10°35′43.19″E                 | Consacrata nel 1281 come cappella privata dei conti Tschengelsberg, è però di fondazione certamente più antica; il campanile è del secolo precedente. |
|          |         | Chiesa di Maria Regina, o della Beata Vergine Maria Regina | XX secolo                                           | Prato allo Stelvio 46°37′04.38″N 10°35′20.89″E                 | Parrocchiale. La costruzione di una nuova chiesa per esigenza di spazio era sentita già dal 1840. La struttura attuale sorse però soltanto nel 1956-58. |
|          |         | Chiesa della Santissima Trinità                            | Fondata XIII secolo, edificio odierno XVI secolo    | Montechiaro 46°37′59.92″N 10°33′58.97″E                        | Parrocchiale. Costruita probabilmente nel Duecento, è citata nel 1313; questo primo edificio venne colpito gravemente da una frana nel 1539 e quindi, nel 1579-80, essa venne riconvertita in cripta, mentre al di sopra venne costruita la nuova chiesa, mantenendo dell'originale anche il campanile. |
| Cappelle |         |                                                            |                                                     |                                                                | |
|          |         | Cappella del Sacro Cuore                                   | XX secolo                                           | A ovest di Prato allo Stelvio 46°37′09.14″N 10°34′49.72″E      | Costruita nel 1917, anno riportato sopra l'ingresso. |
|          |         | Cappella di San Giuseppe                                   | XIX secolo                                          | Località Masi di Montechiaro 46°38′02.84″N 10°33′00.87″E       | Cappella presso il maso Wallnöf, edificata nel 1880. |
|          |         |                                                            | XVII secolo                                         | Agumes 46°37′22.37″N 10°34′47.14″E                             | Cappella cimiteriale, seicentesca. |

## Comune di Senales
| Esterno                        | Interno | Nome                                                                | Periodo storico                                           | Ubicazione                                                     | Informazioni |
| ------------------------------ | ------- | ------------------------------------------------------------------- | --------------------------------------------------------- | -------------------------------------------------------------- | --- |
|                                |         | Chiesa di Sant'Anna                                                 | Fondata XVI secolo, edificio odierno XX secolo            | Certosa 46°42′18.24″N 10°54′38.71″E                            | Parrocchiale. In origine chiesa per la servitù della Certosa degli Angeli, venne edificata intorno al 1500 e più volte modificata. Distrutta da un incendio nel 1923-24, venne ricostruita nel 1930 mantenendo la stessa pianta. |
|                                |         | Chiesa di Santa Caterina                                            | Documentata XIV secolo, edificio odierno XVIII-XIX secolo | Monte Santa Caterina 46°41′18.14″N 10°56′01.12″E               | Parrocchiale. Una prima cappella dedicata a santa Caterina d'Alessandria sorse assieme al Castel Senales, demolito nel 1350. Al posto del maniero venne costruita nel 1498-499 un'altra cappella (consacrazione 1502), poi significativamente ampliata nel 1748, portandola alle dimensioni attuali. Venne completamente rinnovata a seguito di un incendio nel 1813-14. |
|                                |         | chiesa di Santa Maria Assunta, o santuario della Madonna di Senales | Fondata XIV secolo, edificio odierno XVIII secolo         | Madonna 46°43′22″N 10°51′29″E                                  | Una prima cappella sorse sul luogo del ritrovamento, nel 1306, di una statuina lignea della Madonna, ed è citata nel 1312. Ampliata e dotata di torre nel 1349, venne poi ricostruita in stile tardogotico nel 1407. Nel 1748-56 l'aula venne demolita e ricostruita, e nel 1793 il campanile venne coronato con tamburo e cupola a cipolla.                             |
| Cappelle                       |         |                                                                     |                                                           |                                                                | |
|                                |         | Cappella dell'Addolorata                                            | XX secolo                                                 | Maso Corto 46°45′03.68″N 10°46′52.74″E                         | Costruita nel 1908 dai proprietari dell'adiacente Maso Wies, Josef Tumler e Rosa Santer. |
|                                |         | Cappella dei Quattordici Santi Ausiliatori                          | XVIII secolo                                              | A sudovest di Monte Santa Caterina 46°40′54.94″N 10°56′49.94″E | Cappella barocca di pertinenza del maso Unterperfl. |
|                                |         | Cappella della Sacra Famiglia                                       | XIX secolo                                                | Maso Corto 46°45′23.92″N 10°46′56.93″E                         | Costruita nella prima metà dell'Ottocento. |
|                                |         | Cappella del Santo Sepolcro                                         | XVIII secolo                                              | Certosa 46°42′13.62″N 10°54′38.33″E                            | Cappella barocca inserita nel muro di cinta dell'ex certosa. |
|                                |         | Cappella di Sant'Uberto                                             | XXI secolo                                                | Val di Fosse 46°45′13.35″N 10°57′09.92″E                       | Cappella di Malga Rableid, costruita nel 2009. |
|                                |         |                                                                     | XVIII secolo                                              | Madonna 46°43′21.67″N 10°51′29.83″E                            | Cappella cimiteriale, costruita nel 1707. |
| Chiese sconsacrate o scomparse |         |                                                                     |                                                           |                                                                | |
|                                |         | Chiesa di San Michele                                               | XIV secolo                                                | Certosa 46°42′17.95″N 10°54′36.96″E                            | Già chiesa conventuale della Certosa degli Angeli, costruita nel 1332 e riconsacrata nel 1407 dopo alcune modifiche. Sconsacrata nel 1782 dopo la chiusura della struttura, venne convertita in abitazione privata e fienile e ospita oggi un ristorante. |

## Comune di Silandro
| Esterno                        | Interno | Nome                                                                       | Periodo storico                                    | Ubicazione                                   | Informazioni |
| ------------------------------ | ------- | -------------------------------------------------------------------------- | -------------------------------------------------- | -------------------------------------------- | --- |
|                                |         | Chiesa di Sant'Egidio                                                      | Fondata XII secolo, edificio odierno XV-XVI secolo | Corces 46°37′59.44″N 10°45′46″E              | Una prima chiesa romanica, consacrata a san Vigilio, sorse nel XII secolo. Essa venne ampliata verso ovest e dotata di campanile nel Quattrocento, provvista dell'abside intorno al 1500 e della volta nel 1595-1600. Sconsacrata nel 1788 per le disposizioni giuseppine, venne restituita al culto già due anni dopo. |
|                                |         | Chiesa di San Giovanni Battista                                            | XVII secolo                                        | Silandro 46°37′38.7″N 10°46′28.98″E          | Chiesa del convento dei Cappuccini, fondato nel 1644, consacrata nel 1648; dal 2018 nella struttura sono subentrati i Salesiani. |
|                                |         | Chiesa di Santa Maria Assunta                                              | Citata XII secolo, edificio odierno XVI secolo     | Silandro 46°37′39.42″N 10°46′21.36″E         | Parrocchiale. Citata già nel 1170, fu incorporata nell'Ordine Teutonico dal 1235 fino al 1819. Distrutta durante la guerra dell'Engadina del 1499, venne ricostruita entro il 1505, e venne trasformata in una Hallenkirche nel 1527-1533. Nel 1758-59 venne rimaneggiata in stile barocco, e l'aula venne allungata, voltata a botte, affrescata e dotata di cantoria. |
|                                |         | Chiesa di San Martino                                                      | Fondata ante-XI secolo, edificio odierno XV secolo | Covelano 46°37′10.03″N 10°45′51.1″E          | Fondata nel primo millennio, è però documentata dal 1185. Il campanile è di quella data (o del 1295 secondo altre fonti, quando è documentata un'altra consacrazione), mentre la chiesa è tardogotica, ricostruita tra il 1465 e il 1474; la navata venne ulteriormente allungata nel 1632. |
|                                |         | Chiesa della Natività di San Giovanni Battista, o di San Giovanni Battista | Fondata IX secolo, edificio odierno XVIII secolo   | Corces 46°37′47.32″N 10°45′30.81″E           | Parrocchiale. Di fondazione almeno carolingia (IX secolo). Di una successiva struttura romanica resta la base del campanile, e di un edificio gotico di fine Quattrocento rimangono il coro e il portale settentrionale (che in origine era a ovest). Nel 1597 sorse l'attuale campanile, e nel corso dei secoli la chiesa andò ad inglobare anche la cappella cimiteriale (costruita 1568), ora ridotta a cappella laterale. La chiesa è stata rimaneggiata in forme barocche nel 1765, e poi allungata verso ovest nel 1978-79, comportando il rifacimento della facciata. |
|                                |         | Chiesa di San Nicolò                                                       | Citata XV secolo, edificio odierno XIX secolo      | Vezzano 46°37′31.45″N 10°48′57.89″E          | Una prima chiesa sorse in epoca romanica; citata nel 1432, venne riedificata in forme gotiche nel corso del Quattrocento. Gravemente danneggiata da una colata di fango nel 1840 (che uccise anche il sacerdote che non ebbe tempo di rifugiarsi in canonica), venne ricostruita tra il 1844 e il 1849, con la sopraelevazione del campanile nel 1895. |
|                                |         | Chiesa della Santa Trinità, o chiesa dell'Ospizio/Ospedale                 | Fondata XV secolo, edificio odierno XVI secolo     | Silandro 46°37′43.43″N 10°46′38.29″E         | Chiesa tardogotica annessa all'antico ospedale, fondata come piccola cappella nel 1461. Venne riedificata nelle forme attuali tra il 1510 e il 1534. Verso la metà del Settecento è stata leggermente rimaneggiata in forme barocche. |
|                                |         | Chiesa di Santa Valburga                                                   | Fondata XIII secolo, edificio odierno XVI secolo   | Covelano 46°37′09.32″N 10°45′49.83″E         | Chiesa cimiteriale, consacrata nel 1233 e totalmente ricostruita nel 1502-16. |
| Cappelle                       |         |                                                                            |                                                    |                                              | |
|                                |         | Cappella di San Francesco                                                  |                                                    | Silandro 46°37′52.95″N 10°46′11.04″E         | |
|                                |         | Cappella di San Michele                                                    | Citata XIV secolo, edificio odierno XV secolo      | Silandro 46°37′39.84″N 10°46′22.62″E         | Cappella cimiteriale a due piani, citata nel 1304 e ricostruita nel 1488. |
|                                |         |                                                                            |                                                    | Talaccio 46°38′45.96″N 10°46′18.09″E         | |
|                                |         |                                                                            | XVII secolo                                        | Covelano 46°37′21.05″N 10°45′55.99″E         | Cappella rinascimentale seicentesca, posta all'ingresso del paese. |
| Chiese sconsacrate o scomparse |         |                                                                            |                                                    |                                              | |
|                                |         | Chiesa di San Giorgio                                                      | XII o XIII secolo                                  | A nord di Corces 46°38′08.19″N 10°45′44.23″E | Piccola cappella romanica, documentata nel 1390 tra i possedimenti dell'abbazia di Monte Maria. Caduta in rovina, l'abside è stata convertita in un'edicola votiva. |
|                                |         | Chiesa di Sant'Ingenuino, o di San Jenewein                                | Citata XII secolo, edificio odierno XVI secolo     | Silandro 46°37′42.33″N 10°46′42.2″E          | Citata per la prima volta nel 1148, venne trasferita nel 1164 all'abbazia di Monte Maria. Dopo le devastazioni della guerra dell'Engadina venne rifatta in forme gotiche, con consacrazione nel 1508 e successiva realizzazione della volta nel 1600 circa. Sconsacrata nel 1786 per effetto delle disposizioni giuseppine, è da allora adibita a magazzino. |
|                                |         | Chiesa di San Lorenzo                                                      | Citata XIV secolo                                  | Corces 46°37′53.75″N 10°45′49.95″E           | Chiesa romanica annessa al maso Mair, citata per la prima volta nel 1302 ma probabilmente molto più antica. È sconsacrata. |

## Comune di Sluderno
| Esterno  | Interno | Nome                               | Periodo storico                               | Ubicazione                                                     | Informazioni |
| -------- | ------- | ---------------------------------- | --------------------------------------------- | -------------------------------------------------------------- | --- |
|          |         | Chiesa di Santa Caterina           | Citata XII secolo, edificio odierno XV secolo | Sluderno 46°39′53.6″N 10°35′02.26″E                            | Parrocchiale. Una prima chiesa viene menzionata nel 1170, e di essa rimane la torre romanica. Demolita questa prima struttura, nel 1490-93 venne eretta una chiesa tardogotica. Nel 1908-10 vennero aggiunte due campate e una navata laterale a sud, e di conseguenza rifatta la facciata. |
| Cappelle |         |                                    |                                               |                                                                | |
|          |         | Cappella (o chiesa) di San Michele | XVI secolo                                    | Sluderno 46°39′53.57″N 10°35′02.28″E                           | Cappella cimiteriale con cripta, costruita intorno dopo il 1518. |
|          |         | Cappella della Trinità             |                                               | Località Gschnair 46°38′45.15″N 10°36′41.46″E                  | |
|          |         |                                    |                                               | Località isolatat a es di Sluderno 46°40′07.25″N 10°36′18.68″E | Posta presso il maso Grein, è stata costruita nel 1896 al posto di una cappella più antica. |

## Comune di Stelvio
| Esterno  | Interno | Nome                                                                    | Periodo storico                                  | Ubicazione                                                       | Informazioni |
| -------- | ------- | ----------------------------------------------------------------------- | ------------------------------------------------ | ---------------------------------------------------------------- | --- |
|          |         | Chiesa di Santa Geltrude (o Gertrude)                                   | Fondata XIII secolo, edificio odierno XVI secolo | Solda 46°31′36.65″N 10°34′59.28″E                                | Antica parrocchiale di Solda, citata nel 1369 ma di fondazione probabilmente duecentesca; l'aspetto attuale deriva da una ricostruzione del 1510 circa, che mantiene alcune parti dell'edificio precedente. |
|          |         | Chiesa di Santa Geltrude (o Gertrude)                                   | XIX-XX secolo                                    | Solda 46°31′37.65″N 10°35′03.26″E                                | Costruita tra il 1896 e il 1902 su iniziativa del parroco Johann Eller, per sostituire la vecchia parrocchiale omonima, le cui dimensioni erano ormai insufficienti. |
|          |         | Chiesa di San Martino                                                   | XIX secolo                                       | Piazza 46°35′17.71″N 10°32′11.86″E                               | Costruita nel 1822 al posto di una chiesetta precedente. |
|          |         | Chiesa di Nostra Signora delle Tre Fontane                              | Fondata XV secolo, edificio odierno XVIII secolo | Località Tre Fontane a sud di Trafoi 46°31′51.21″N 10°30′20.92″E | Situata presso le Tre Fontane Sacre; una prima chiesa in legno sorse nel Quattrocento, sostituita da una seconda struttura verso la metà del Seicento e quindi dall'attuale dopo soli cinquant'anni, nel 1701-02.                                                                                                |
|          |         | Chiesa di Nostra Signora di Lourdes                                     | Fondata XIX secolo, edificio odierno XX secolo   | Ganda/Solda di Fuori 46°33′28.13″N 10°33′48.69″E                 | Costruita nel 1905-06 al posto di una precedente chiesetta eretta nel 1829 circa. |
|          |         | Chiesa di Santa Teresa                                                  | XX secolo                                        | Gomagoi 46°34′41.99″N 10°32′31.63″E                              | Dedicata a santa Teresa di Lisieux, venne costruita nel 1933 su progetto di Adalbert Wietek, per rimpiazzare una più cappella di San Rocco che era stata fatta saltare nel 1915 per esigenze militari. |
|          |         | Chiesa di Sant'Ulderico (o Ulrico)                                      | Citata XIV secolo, edificio odierno XIX secolo   | Stelvio 46°35′54.74″N 10°32′49.39″E                              | Parrocchiale. Citata per la prima volta nel 1303; ricostruita nel 1767, questa chiesa andò distrutta in un incendio nel 1861 (campanile escluso), venendo sostituita dall'attuale struttura neoromanica nel 1867-73.                                                                                             |
|          |         | Chiesa della Visitazione, o della Visitazione della Beata Maria Vergine | Fondata XVII secolo, edificio odierno XX secolo  | Trafoi 46°32′58.03″N 10°30′30.16″E                               | Parrocchiale. Una prima cappella, a poca distanza dalla chiesa attuale, venne costruita nel 1661 (o 1681) e più volte ingrandita, l'ultima nel 1833. Nel 1903 venne edificata l'odierna imponente chiesa neoromanica e la struttura più vecchia, contestualmente sconsacrata, venne infine smantellata nel 1960. |
| Cappelle |         |                                                                         |                                                  |                                                                  | |
|          |         |                                                                         | XX secolo                                        | Solda 46°31′06.21″N 10°35′49.61″E                                | Cappella evangelica, costruita intorno al 1900. |

## Comune di Tubre
| Esterno  | Interno | Nome                    | Periodo storico                                  | Ubicazione                           | Informazioni |
| -------- | ------- | ----------------------- | ------------------------------------------------ | ------------------------------------ | --- |
|          |         | Chiesa di Sant'Antonio  | XVIII secolo                                     | Tubre 46°38′44.44″N 10°27′39.84″E    | Costruita verso il 1720, venne sconsacrata per effetto delle disposizioni giuseppine. Nel 1935 venne restaurata e restituita al culto. |
|          |         | Chiesa di San Biagio    | Citata XIII secolo, edificio odierno XVII secolo | Tubre 46°38′58.36″N 10°28′01.08″E    | Parrocchiale. Una parrocchia a Tubre è documentata nel 1201; una chiesa tardogotica, eretta tra il 1500 e il 1511, resta solo il campanile; il resto della struttura venne infatti ricostruito nel 1660, e consacrato nel 1665, con l'aggiunta della cappella laterale nel 1719. |
|          |         | Chiesa di San Giovanni  | Fondata IX secolo, edificio odierno XIII secolo  | Tubre 46°38′56.01″N 10°28′04.65″E    | Chiesa incorporata in un antico ospizio costruito dai giovanniti negli anni 20 o 30 del Duecento, e documentato nel 1264; la chiesa attuale è in effetti duecentesca, ma è stata realizzata su e con i resti di un sacello precedente, forse del IX secolo. La parte superiore del campanile venne ricostruita dopo un incendio nel 1383. Con la dipartita dei giovanniti da Tubre nel 1509 l'intero complesso passò nelle mani dei conti Hendl, e dopo le riforme giuseppine di fine Settecento la chiesa venne sconsacrata e adibita a stalla, fienile e magazzino. Acquisita dal comune nel 1832, venne infine restaurata e riconsacrata nel 1951. |
|          |         | Chiesa di San Martino   | XIV secolo                                       | Tubre 46°38′58.2″N 10°27′56.79″E     | Costruita nel 1394, con l'aggiunta del coro e il rifacimento del soffitto nel Seicento. |
|          |         | Chiesa di San Nicolò    | XV secolo                                        | Tubre 46°38′39.16″N 10°27′48.73″E    | Costruita nel 1400 circa, è rimasta da allora pressoché invariata. |
|          |         | Chiesa di San Rocco     | Citata XIII secolo, edificio odierno XVII secolo | Puntweil 46°38′06.17″N 10°27′41.03″E | Citata per la prima volta nel Duecento, la costruzione attuale è però seicentesca, ricostruita a seguito della peste del 1630 circa. |
|          |         | Chiesa di San Valentino | Fondata XIII secolo, edificio odierno XVI secolo | Rivaira 46°39′03.97″N 10°28′46.18″E  | Una prima chiesa duecentesca, menzionata nel 1291, andò parzialmente distrutta durante la guerra dell'Engadina del 1499, e venne così ricostruita dopo il 1500 e consacrata nel 1521. |
| Cappelle |         |                         |                                                  |                                      | |
|          |         | Cappella di San Michele | Fondata XIV secolo, edificio odierno XV secolo   | Tubre 46°38′57.51″N 10°28′01.05″E    | Cappella cimiteriale a due piani, consacrata per la prima volta nel 1383, e poi di nuovo nel 1493 a seguito di un grosso rimaneggiamento. |